# Ringwall Truchtlaching
Der Ringwall Truchtlaching (Fliehburg) ist eine abgegangene frühmittelalterliche Höhenburg (Ringwallanlage) auf einer in die Alzniederung ragenden Geländezunge etwa 1400 Meter nordwestlich der Ortskirche von Truchtlaching, einem Ortsteil der Gemeinde Seeon-Seebruck im Landkreis Traunstein in Bayern. Heute ist die Stelle als Bodendenkmal D-1-8040-0043 „Ringwall des frühen Mittelalters“ vom Bayerischen Landesamt für Denkmalpflege erfasst.
Von der ehemaligen Ringwallanlage sind nur noch geringe Wall- und Grabenreste erhalten. 600 m südlich befindet sich eine sog. Keltenschanze, die unter der Aktennummer D-1-8040-0042 im Bayernatlas als „Viereckschanze der späten Latènezeit“ geführt wird. 